# 나가노현 제5구
나가노현 제5구(長野県 第5区)는 일본의 중의원 선거구이다. 1994년 공직선거법으로 신설되었다.

## 지역
- 이이다 시
- 이나시
- 고마가네시
- 가미이나군
  - 다쓰노정
  - 미노와정
  - 이지마정
  - 미나미미노와촌
  - 나카가와촌
  - 미야다촌
- 시모이나군
  - 마쓰카와정
  - 다카모리 정
  - 아난정
  - 아치촌
  - 히라야촌
  - 네바촌
  - 시모조촌
  - 우루기촌
  - 덴류촌
  - 야스오카촌
  - 다카기촌
  - 도요오카촌
  - 오시카촌